# モルッカ海
モルッカ海（モルッカかい、Molucca Sea）は、太平洋西部の海域名。インドネシアのハルマヘラ島とスラウェシ島に挟まれた約300km四方の海域であり、北へはモルッカ海峡を通じて太平洋（フィリピン海）と南はスラ諸島を挟んでセラム海およびバンダ海と結ばれている。西はトミニ湾となっている。
水深は比較的深く、1,000mを超えるものとなっている。